# 155
155 рік — невисокосний рік, що почався в середу за григоріанським календарем. 
Римська імперія •  Парфянське царство •  Кушанське царство •  Східна Хань •  Сармати

## Геополітична ситуація
У Римській імперії править імператор Антонін Пій (до 161). Імперія  займає Апеннінський, Піренейський та Балканський півострови, Галлію, частину Британії, Близький Схід, Північну Африку включно з Єгиптом. 
Наймогутніша держава центральної Азії — Парфянське царство. Наймогутніша держава Індостану — Кушанське царство. Династія Хань править у Китаї.  Корейський півострів ділять між собою Три корейські держави. 
Триває докласичний період цивілізації мая.
На території майбутньої України, в степах Причорномор'я, кочують сармати, північніше — племена Черняхівської культури.

## Події

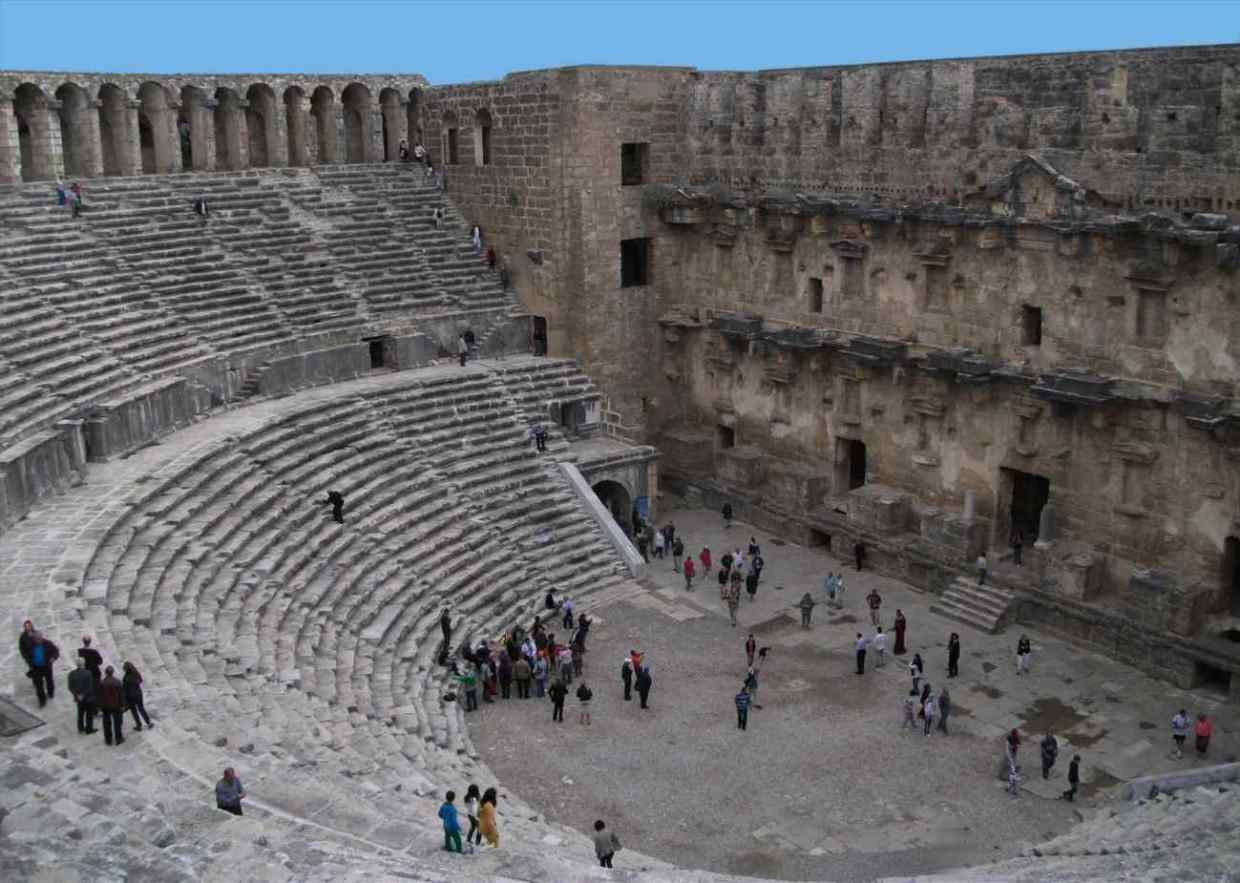
Давньоримський театр в Аспендосі

### Римська імперія
- Консулами у Римі були Гай Юлій Север та Марк Юній Руфін Сабініан.
- Римський імператор Антонін Пій уклав мирний договір з царем Парфії Вологезом III.
- Єпископ Смірни Полікарп загинув на вогнищі мученицькою смертю.
- У Британії пікти прорвали вал Антоніна. Римляни полишили оборону валу й відступили на південь.
- Завершено будівництво римського амфітеатру в місті Аспендосі.

### Азія
- Частина хунну розпочали похід на захід. Вони дісталися до Волго-Уральського межиріччя. Переселення закінчлося в 158 році.
- Таншіхай став старійшиною сяньбі в 14 років.
- Ханці пацифікували південних хунну та ухуань.

## Народилися
- Діон Кассій — римський консул та історик грецького походження.
- Цао Цао, друге ім'я — Мен-де; відомий також як Вей У-ді — китайський поет, полководець і державний діяч.
- Сяхоу Дунь — китайський державний діяч, військовик періоду Саньго.
- Сунь Цзян — китайський військовик.
- Юань Шу — китайський військовик.

## Померли
- Пій I — папа римський.